# Love O2O
Love O2O (chinês simplificado: 微微一笑很倾城, pinyin: Wéiwéi yīxiào hěn qīngchéng) é uma série de televisão chinesa exibida pela Jiangsu TV e Dragon TV entre 22 de agosto e 6 de setembro de 2016, estrelada por Yang Yang e Zheng Shuang.

## Enredo
Bei Weiwei (Zheng Shuang) é a beldade do departamento de ciências de computação, que se destaca em seus estudos. Ela aspira a ser uma desenvolvedora de jogos on-line e usa o ID de usuário de Luwei Weiwei no RPG online A Chinese Ghost Story. Depois que ela é despejada por seu marido on-line Zhenshui Wuxiang, ela é abordada pelo número um jogador Yixiao Naihe, que sugeriu que eles se casar para que ambos possam participar de uma competição de casal dentro do jogo. O recém formado casal instantaneamente se deu bem e passou por muitas aventuras juntos no jogo.
No entanto, Wei Wei nunca esperou que a verdadeira identidade de seu marido virtual fosse sua faculdade sênior, Xiao Nai (Yang Yang), que é descrita como a nata da cultura em esportes e acadêmicos, e também o mais famoso do campus. Quando Wei Wei descobre sua verdadeira identidade, saber que o encontro deles no jogo e se casar não era apenas uma coincidência ou uma mera coincidência, mas Xiao Nai a viu duelar com outro jogador em um cybercafé.A ficha já havia caído para ele quando a viu pela primeira vez, não por sua beleza, mas por seus movimentos rápidos e rápidos com os dedos no teclado!

## Elenco

### Elenco principal
| Ator/Atriz   | Personagem |
| ------------ | ---------- |
| Yang Yang    | Xiao Nai   |
| Zheng Shuang | Bei Weiwei |

### Elenco de apoio

#### Pessoas na Universidade Qing
| Ator/Atriz    | Personagem     |
| ------------- | -------------- |
| Mao Xiaotong  | Zhao Erxi      |
| Bai Yu        | Cao Guang      |
| Ma Chunrui    | Meng Yiran     |
| Qin Yu        | Xiao Ling      |
| Songxin Jiayi | Tian Sisi      |
| Zhou Chenjia  | Nana           |
| Zhang Chaoren | Da Zhong       |
| Chen Jie      | Aixiang Nai'er |

#### Pessoas na tecnologia Zhi Ying
| Ator/Atriz    | Personagem  |
| ------------- | ----------- |
| Niu Junfeng   | Yu Banshan  |
| Cui Hang      | Qiu Yonghou |
| Zheng Yecheng | Hao Mei     |
| Vin Zhang     | KO          |
| Hu Haobo      | Ah Shuang   |
| Xiao Xiaobai  | Ah Li       |

#### Pessoas emDreaming of Jianghu
| Ator/Atriz   | Personagem      |
| ------------ | --------------- |
| Zhang He     | Zhen Shaoxiang  |
| Liu Yinglun  | Yu Yao          |
| Lu Yunxuan   | Leishen Nini    |
| Liu Yujin    | Diemo Weixing   |
| Zhang Shou   | Zhan Tianxia    |
| Yang Xueying | Xiaoyu Qingqing |
| Song Yuqing  | Xiaoyu Feifei   |
| Liu Qianyu   | Xiaoyu Mianmian |
| Xiao Xiaobai | Youming Guilao  |
| Zhang Haoyu  | Tianxia Dayi    |

#### Outros
| Ator/Atriz   | Personagem      |
| ------------ | --------------- |
| Cai Gang     | Pai de Xiao Nai |
| Gu Kaili     | Mãe de Xiao Nai |
| Fu Jun       | Pai de Wei Wei  |
| Yang Manqin  | Mãe de Wei Wei  |
| Bian Cheng   | Xiao Yang       |
| Cheng Gong   | CEO Zhen        |
| Ling Haiming | CEO Li          |
| Denny Huang  | CEO Feng Teng   |
| Liu Guhao    | CEO Wang        |
| Yang Yucheng | tio de Xiao Nai |

## Trilha sonora
| N.º | Título                                                               | Cantor(a)         | Duração |  |
| 1.  | ""A Smile is Beautiful" (一笑倾城)" (Tema de abertura)               | Silence Wang      |         |  |
| 2.  | ""Weiwei's Beautiful Smile" (微微一笑很倾城)" (Tema de encerramento) | Yang Yang         |         |  |
| 3.  | ""The Next Second" (下一秒)"                                         | Zhang Bichen      |         |  |
| 4.  | ""A Little Sweet" (有点甜) -"                                        | Silence Wang, By2 |         |  |
| 5.  | ""A Possible Night" (有可能的夜晚)"                                  | Dong Zhen         |         |  |
| 6.  | ""Want to Meet Someone" (想遇见一个人)"                              | Teresa Tseng      |         |  |

## Recepção
437/5000
A série ficou em primeiro lugar nas classificações televisivas e se tornou o tópico mais pesquisado e discutido on-line durante sua transmissão.  O drama também é bem recebido internacionalmente.
O drama foi elogiado por seguir fielmente os detalhes do romance, assim como seu enredo refrescante e único. Diferentemente da maioria dos dramas, Love O2O não sucumbe a clichês e dispositivos de enredo usados demais, fazendo com que se destaque de dramas com temas similares.

### Classificações
| Classificações de estreia na TV Jiangsu e na Dragon TV (CSM50) |                     |                    |                     |           |                    |                     |            |
| Episódio                                                       | Data de transmissão | Dragon TV          | Dragon TV           | Dragon TV | Jiangsu TV         | Jiangsu TV          | Jiangsu TV |
| Episódio                                                       | Data de transmissão | Classificações (%) | Audiência média (%) | Posição   | Classificações (%) | Audiência média (%) | Posição    |
| 1-2                                                            | 2016.08.22          | 0.745              | -                   | 4         | 0.737              | -                   | 5          |
| 3-4                                                            | 2016.08.23          | 0.716              | -                   | 6         | 0.73               | -                   | 5          |
| 5-6                                                            | 2016.08.24          | 0.82               | -                   | 5         | 0.919              | -                   | 3          |
| 7-8                                                            | 2016.08.25          | 0.774              | -                   | 5         | 0.873              | -                   | 4          |
| 9-10                                                           | 2016.08.26          | 0.864              | -                   | 4         | 0.935              | -                   | 2          |
| 11                                                             | 2016.08.27          | 0.927              | -                   | 3         | 1.151              | -                   | 2          |
| 12-13                                                          | 2016.08.28          | 0.845              | -                   | 5         | 1.042              | -                   | 3          |
| 14-15                                                          | 2016.08.29          | 0.912              | -                   | 5         | 0.998              | -                   | 3          |
| 16-17                                                          | 2016.08.30          | 1                  | -                   | 3         | 0.971              | -                   | 4          |
| 18-19                                                          | 2016.08.31          | 0.927              | -                   | 4         | 0.904              | -                   | 5          |
| 20-21                                                          | 2016.09.01          | 0.845              | -                   | 5         | 0.878              | -                   | 4          |
| 22-23                                                          | 2016.09.02          | 1.105              | -                   | 2         | 1.065              | -                   | 3          |
| 24                                                             | 2016.09.03          | 1.197              | -                   | 3         | 1.255              | -                   | 2          |
| 25-26                                                          | 2016.09.04          | 0.992              | -                   | 4         | 1.121              | -                   | 2          |
| 27-28                                                          | 2016.09.05          | 1.073              | -                   | 2         | 1.015              | -                   | 3          |
| 29-30                                                          | 2016.09.06          | 0.967              | -                   | 3         | 0.999              | -                   | 2          |
| Média                                                          | Média               | 0.910              |                     |           | 0.965              |                     |            |

- As classificações mais altas estão marcadas em vermelho; classificações mais baixas estão marcadas em azul.
- Na China, o índice de audiência de 1% é considerado extremamente alto, uma vez que o país tem uma grande população.

## Prêmios e indicações
| Ano  | Prêmio                                      | Categoria                  | Indicação | Resultado | Ref.   |
| ---- | ------------------------------------------- | -------------------------- | --------- | --------- | ------ |
| 2017 | 2nd China Quality Television Drama Ceremony | Ator de qualidade popular  | Yang Yang | Venceu    | [ 30 ] |
| 2017 | 2nd China Quality Television Drama Ceremony | Drama tema inovador do ano | Love O2O  | Venceu    | [ 30 ] |

## Exibição internacional
| Canal                 | Localização                             | Data de início da transmissão | Nota                                                        |
| --------------------- | --------------------------------------- | ----------------------------- | ----------------------------------------------------------- |
| Jiangsu TV, Dragon TV | China                                   | 22 de agosto de 2016          | Segunda a domingo às 19h30 - 21h00 (2 episódios)            |
| DramaFever            | Estados Unidos, Canadá e América latina | 23 de agosto de 2016          | Segunda a sábado (2 episódios)                              |
| Anhui TV              | China                                   | 24 de agosto de 2016          | Segunda a domingo às 09h00                                  |
| Astro HD              | Malásia                                 | 25 de agosto de 2016          | Segunda a sexta às 18h00 - 19h00                            |
| Shenzen TV            | China                                   | 29 de setembro de 2016        | Segunda a domingo às 19h30 (2 episódios)                    |
| Zing TV               | Vietnam                                 |                               |                                                             |
| CHOCO TV              | Taiwan                                  | 1 de outubro de 2016          |                                                             |
| TVB J2                | Hong Kong                               | 10 de janeiro de 2017         | Segunda a sexta às 19h00 - 20h00                            |
| Jiangxi TV            | China                                   | 28 de janeiro de 2017         |                                                             |
| Home Drama            | Japão                                   | 15 de março de 2017           | Exibido com o título Cinderella is Online às 01h15          |
| iMBC                  | Coreia do Sul                           | 19 de setembro de 2017        |                                                             |
| Channel 3             | Tailândia                               | 3 de março de 2018            | Sábado e domingo às 16h30 - 18h00                           |
| HTV3                  | Vietnam                                 | 19 de março de 2018           | Segunda a sexta às 21h00                                    |
| GMA Network           | Filipinas                               | 10 de setembro de 2018        | Segunda a sexta às 08h50 durante The Heart of Asia Mornings |